# Mandarín de Jiao Liao
Mandarín Jiao–Liao (en chino tradicional, 膠遼官話; en chino simplificado, 胶辽官话; pinyin, Jiāo–Liáo Guānhuà) es un dialecto primario del chino mandarín, hablado en la península de Shandong, desde Yantai a Qingdao, y en la Península de Liaodong, desde Dalian a Dandong, y a lo largo del rio Yalu y el río Ussuri, en el noreste de China. Los dialectos de Yantai, Dalian, and Weihai son el estándar del mandarín Jiao-Liao.

## Etimología
Jiao es un apócope de la península de Jiaodong, también conocida como península de Shandong. 
Liao es un apócope de la península de Liaodong. Liaodong significa 'el este del río Liao'. Liao es también un apócope de la ciudad de Liaoyang.

## Subdialectos
- Dialecto de Yantai[2]
- Dialecto de Dalian
- Dialecto de Weifang
- Dialecto de Weihai
- Dialecto de Dandong
- Dialecto de Qingdao
- Dialecto de Rizhao